# Лікувальне харчування

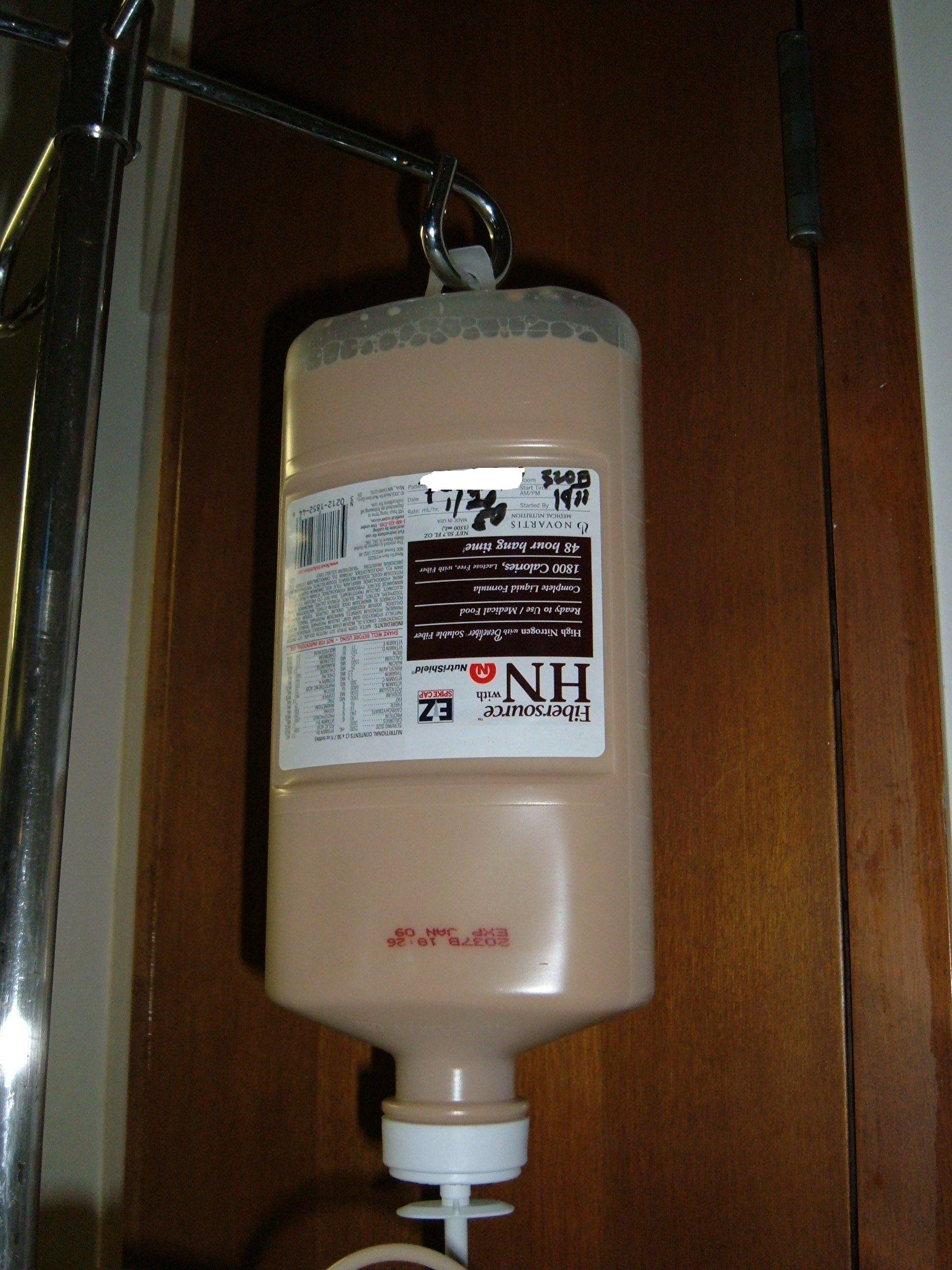
Лікувальне харчування Novartis Fibersource HN

Лікувальне харчування — це харчові продукти, які спеціально розроблені та призначені для дієтичного лікування захворювання, яке має особливі харчові потреби, які не можуть бути задоволені лише звичайним харчуванням.
У Сполучених Штатах вони були визначені в поправках до Закону про ліки-сироти 1988 року Управління з контролю за харчовими продуктами та ліками і підпадають під загальні вимоги щодо маркування харчових продуктів і безпеки Федерального закону про харчові продукти, ліки та косметику. У Європі Європейське агентство з безпеки харчових продуктів встановило визначення «харчових продуктів для спеціальних медичних цілей» (FSMP) у 2015 році.

## Визначення
Медичні харчові продукти, які в Європі називаються «харчовими продуктами для спеціальних медичних цілей», відрізняються від ширшої категорії харчових продуктів для спеціального дієтичного використання, від традиційних харчових продуктів, які мають претензію для здоров'я, і від дієтичних добавок. Для того, щоб вважатися лікувальним харчуванням, продукт повинен, як мінімум:
- бути їжею для перорального приймання або годування через зонд (назогастральний зонд (Nasogastric intubation))
- бути маркованим для дієтичного лікування певного медичного розладу, захворювання або стану, для якого існують особливі потреби в харчуванні
- призначено для використання під наглядом лікаря.

Лікувальні продукти харчування можна розділити на такі категорії:
- Повноцінні поживні формули
- Поживно неповноцінні формули
- Формули при порушенні обміну речовин
- Продукти для оральної регідратації

## Регулювання
Медичне харчування регулюється МОЗ України — в Україні, у США — Управлінням з харчових продуктів і медикаментів США згідно з положеннями Закону про харчові ліки та косметику. 21 CFR 101.9(j) (8).
Термін «медична їжа» (лікувальне харчування), як визначено в розділі 5(b) Закону про лікарські засоби (21 USC 360ee (b) (3)), означає «їжу, яка розроблена для споживання або ентерального введення під наглядом лікаря і яка призначена для спеціального дієтичного лікування захворювання або стану, для якого медична оцінка встановлює особливі потреби в харчуванні, засновані на визнаних наукових принципах».
Медичні харчові продукти не повинні проходити передпродажну перевірку або схвалення FDA. Крім того, вони звільняються від вимог до маркування тверджень щодо здоров'я та вмісту поживних речовин відповідно до Закону про маркування харчових продуктів та освіту від 1990 року. У 2016 році FDA опублікувала оновлену версію: Керівництво для промисловості: поширені запитання про медичне харчування; Друге видання. Включено визначення та вимоги до маркування.